# Eneide
Eneide är en sjö i Antarktis. Den ligger i Östantarktis. Nya Zeeland gör anspråk på området. Eneide ligger 56 meter över havet.